# توکای ابرودار
توکای ابرودار (نام علمی: Turdus obscurus) یکی از اعضای خانواده توکایان است. نام علمی از واژهٔ لاتین Turdus به معنای «توکا» و obscurus به معنای «تاریک» گرفته شده‌است.
در جنگل‌های مخروطی انبوه و تایگا به سمت شرق از سیبری و مغولستان تا ژاپن زادآوری می‌کند. به شدت مهاجر است و زمستان‌گذرانی از جنوب به چین و جنوب شرق آسیا دارد. یک گونهٔ سرگردان نایاب در اروپای غربی است.